# Mercure rouge

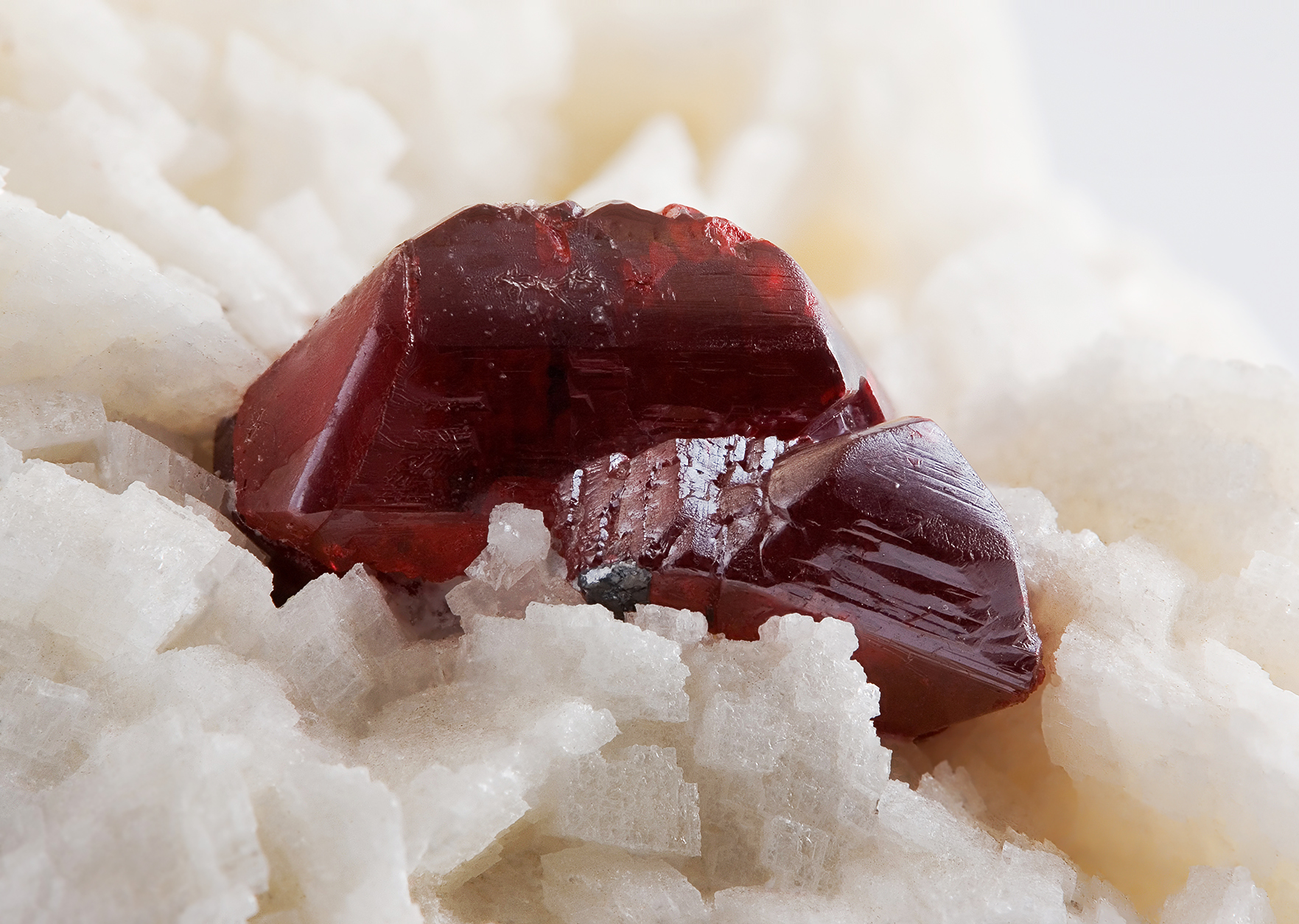
Les cristaux de sulfure de mercure(II) et d'autres composés contenant du mercure sont d'une couleur rouge foncée. En 2023, on ne connaît aucun usage nucléaire au mercure rouge.

Le mercure rouge est une substance imaginaire, présentée comme un matériau stratégique entrant dans la construction des armes nucléaires et un explosif surpuissant.

## Histoire
Au XIXe siècle l'iodure de mercure était aussi appelé « mercure rouge ». L'oxyde de mercure(II) est également de couleur rougeâtre, de même que le sulfure de mercure.
On ignore l'origine de cette escroquerie : elle pourrait avoir été créée par un service de renseignement américain ou soviétique pour piéger les trafiquants et les « États voyous » cherchant à se procurer des matériaux stratégiques, ou par des employés de l'industrie chimique ex-soviétique cherchant à s'enrichir sur le marché noir. Le produit était affublé de toutes sortes de propriétés extraordinaires.
Des échantillons ont été échangés sur les marchés clandestins, souvent à des prix de quelques centaines de dollars par gramme. Tous ceux qui ont été saisis et analysés contenaient diverses composés de mercure, d'iode et d'antimoine sans valeur.
Un avatar du mercure rouge a été un fait divers saoudien en 2009 : une rumeur a couru que certaines machines à coudre de marque Singer en contenaient, et quelques machines ont été vendues à des prix pouvant atteindre 200 000 riyals sur cette base. 

## Culture populaire
- Dans le film Red 2, des agents secrets sont à la recherche d'une bombe nucléaire au mercure rouge.
- Dans la série Salem, c'est l'élément utilisé dans le but de détruire la ville de Salem, et déclencher l'apocalypse.
- Dans le deuxième épisode de la troisième saison de la série MI-5, l'agence fait croire à des terroristes que le mercure rouge existe afin de les piéger.
- Dans le septième épisode de la deuxième saison de la série Bugs, des terroristes veulent se servir du mercure rouge afin de construire une bombe.
- Dans le film Mega Shark contre Kolossus (2015), la recherche de mercure rouge est la principale motivation de nombreux protagonistes. C'est la source d'énergie du robot géant soviétique baptisé Kolossus.
- Dans le jeu vidéo Act of War: Direct Action et son extension High Treason, la super-arme de la Task Force Talon peut être améliorée avec du Mercure Rouge.
- Dans le jeu de rôles Nephilim, seconde édition, il est fait mention en 1942 d'un Projet Mercure Rouge visant à créer une substance qui détruirait la magie.
- Dans le roman Moscow connection de Robin Moore, un agent gouvernemental américain recherche du mercure rouge auprès de trafiquants russes afin de les confondre.
- Dans la série Les Nouvelles Aventures de Sabrina, Nick prend du mercure rouge comme drogue.
- Dans le livre Alerte au plutonium de la série SAS, l'intrigue repose sur une tentative d'arnaque au mercure rouge de la mafia russe de Budapest envers les autorités iraniennes en quête de plutonium.